# Bogucice
Bogucice (deutsch Bogutschütz) ist ein Stadtteil von Katowice und liegt etwa 2 km nordöstlich des Stadtzentrums. Bogucice hat rund 15.000 Einwohner. Der Stadtteil besteht aus einem aus dem 19. Jahrhundert stammenden Teil und ein paar neuen Siedlungen.

## Geschichte

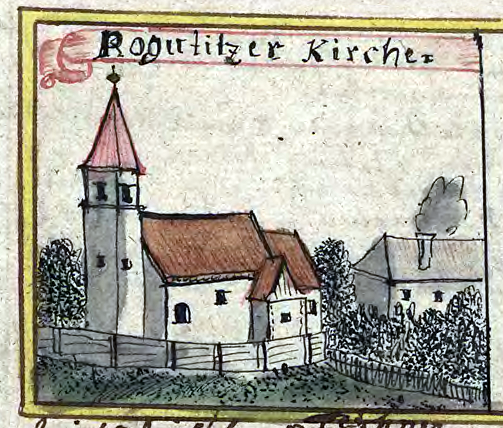
Darstellung der Kirche aus dem 18. Jh.

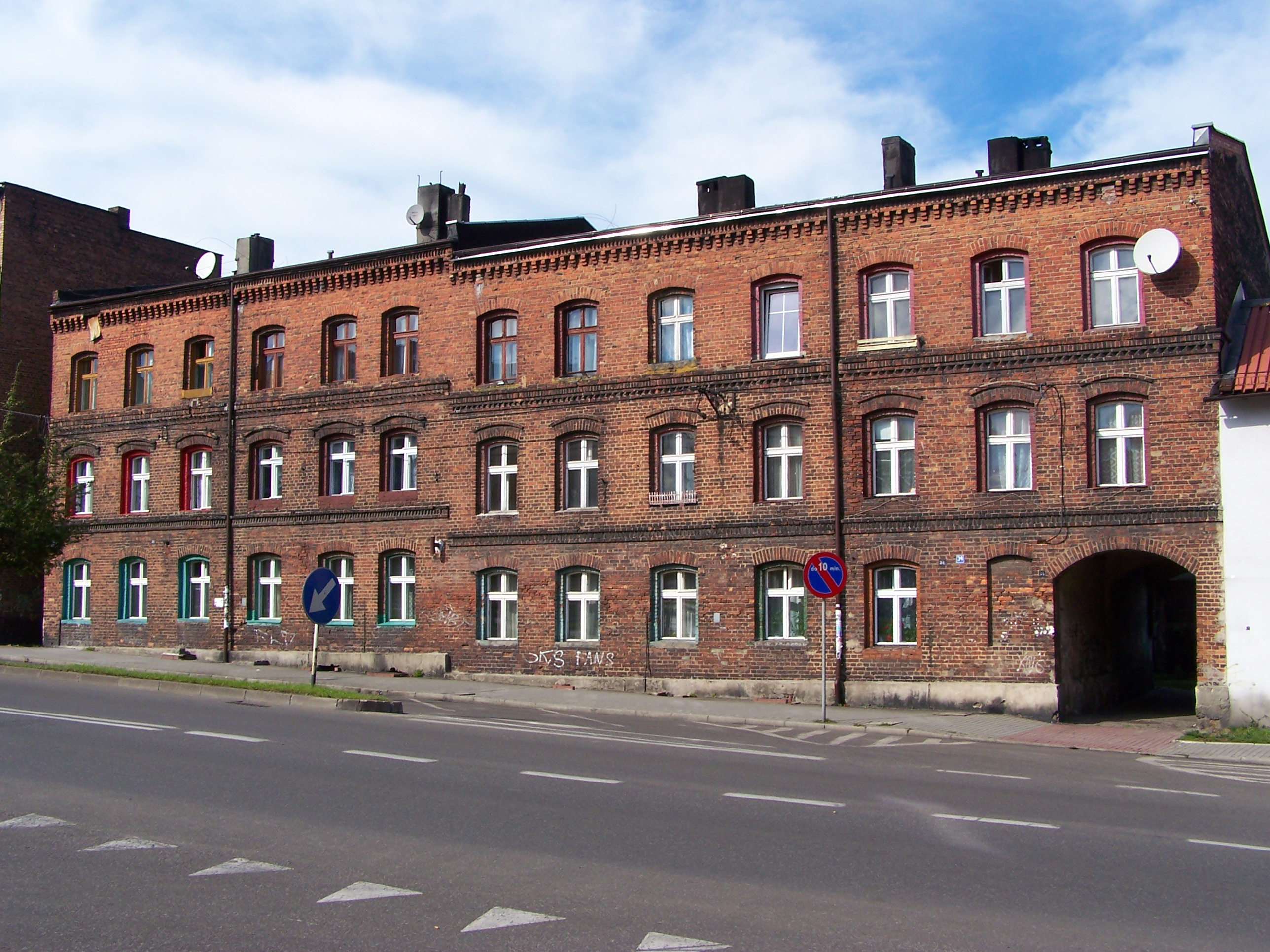
Arbeiterwohnhäuser

Vom 15. Dezember 1360 stammt die erste urkundliche Erwähnung des Ortes im Besitz von Otto von Pilcza, auch wenn die Gründung wahrscheinlich bereits im 13. Jahrhundert erfolgte.
Im 16. Jahrhundert wurde eine Pfarrschule gegründet. 1822 entstand die Steinkohlegrube Ferdinand. Pfarrer Leopold Markiefka gründete 1858 ein Waisenhaus. Am 17. Juli 1892 wurde der Grundstein für die neugotische Pfarrkirche St. Stefan gelegt, die die alte Schrotholzkirche ersetzte. Am 25. Oktober 1894 wurde die Kirche vom Breslauer Bischof Georg von Kopp geweiht.
Bei der Volksabstimmung in Oberschlesien 1921 wurden 5.189 Stimmen (43,7 %) für den Verbleib bei Deutschland abgegeben, 6.783 (56,3 %) stimmten für die Angliederung an Polen. 1922 fiel der Ort an Polen. Zum 15. Juli 1924 wurde die Gemeinde Bogucice in die Stadt Kattowitz eingemeindet.

## Persönlichkeiten
- Fedor Berg (1846–1925), deutscher Bankier und Unternehmer
- Jerzy Kukuczka (1948–1989), Bergsteiger, lebte in Bogucice